# Semla

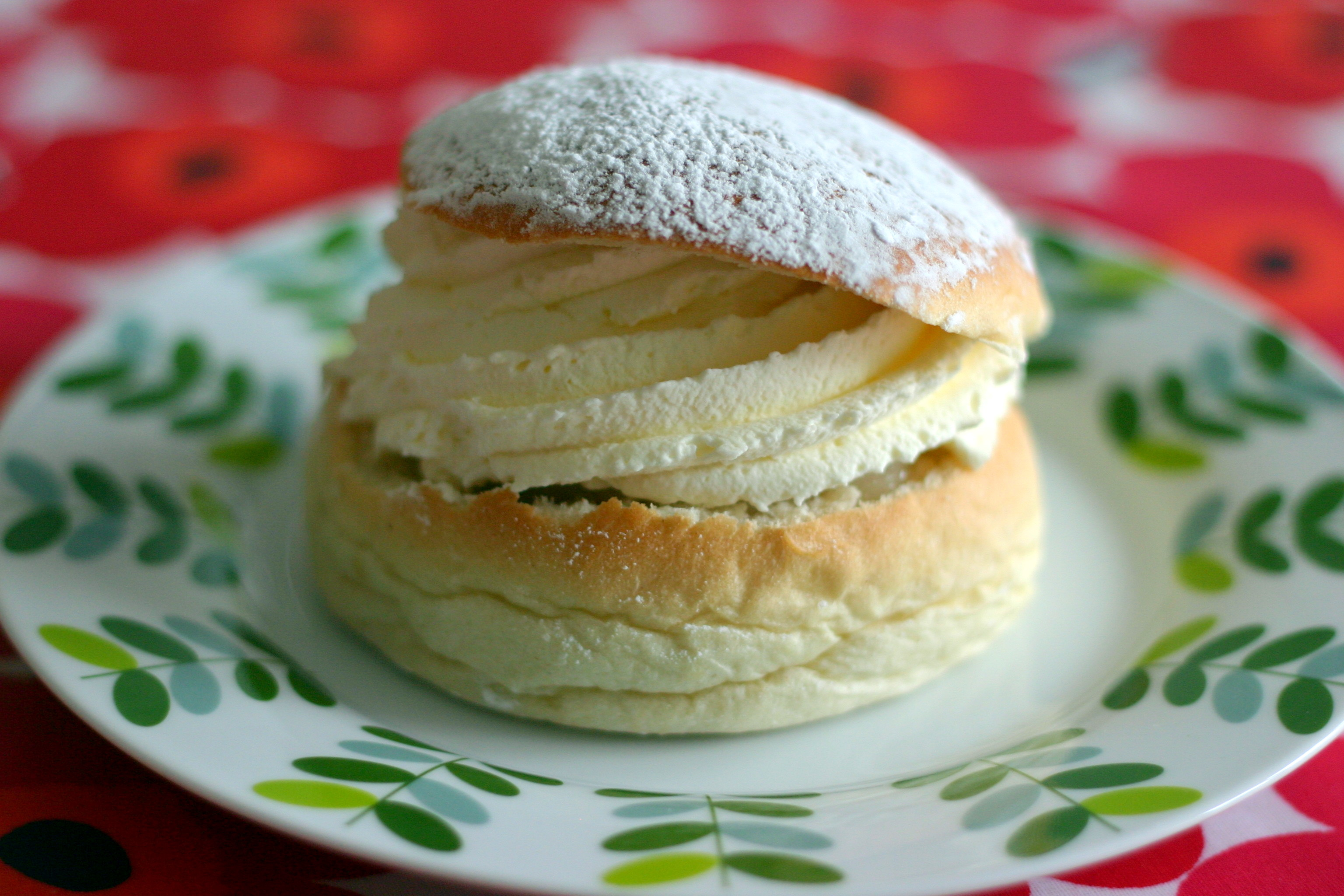
Typische semla

Semla (schwedisch, Mehrzahl: semlor), auch fettisdagsbulle oder hetvägg, ist in Schweden, Finnland (dort unter dem finnlandschwedischen Namen fastlagsbulle oder finnisch laskiaispulla) und Estland (dort unter dem estnischen Namen vastlakukkel) ein traditionelles Gebäck mit Füllung zur Fastenzeit.
Das Wort semla ist mit dem deutschen Semmel verwandt. Anfänglich wurde dieses Gebäck ohne Füllung angeboten, und es handelte sich um eine Art Heißwecke.
Traditionell wurden semlor in einem tiefen Teller mit heißer Milch serviert, welche manchmal mit einer Prise Salz gewürzt war, um dem süßen Grundgeschmack entgegenzuwirken. In manchen Teilen Schwedens wurde auch Zimt über das Gebäck gestreut. In der zweiten Hälfte des 20. Jahrhunderts wurde die semla immer mehr als gewöhnliches Gebäck betrachtet und ohne Milch gegessen. Heute gehen einige Cafés in den größeren Städten wieder dazu über, die semla auf ursprüngliche Weise zu servieren.

## Herstellung
In Schweden besteht die semla meist aus einer gesüßten Hefeteigkugel, die häufig mit Kardamom gewürzt ist. Nach dem Backen wird ein Deckel von der Kugel geschnitten und ein Loch im verbleibenden Gebäck gefertigt. Danach füllt man das Loch mit mandelmassa (einer marzipanähnlichen Masse) und reichlich Schlagsahne. Zum Schluss wird der mit Puderzucker bestreute Deckel wieder aufgesetzt. In Finnland nimmt man anstelle von mandelmassa oft Konfitüre.

## Geschichte
Semlor wurden anfänglich nur zum Faschingsdienstag hergestellt. Als die kirchliche Tradition des Fastens abnahm, gab es dieses Gebäck an jedem Dienstag in der Fastenzeit. Mittlerweile gibt es semlor von Weihnachten bis zu den Osterfeiertagen.
Der schwedische König Adolf Friedrich starb am 12. Februar 1771 nach einem Schlaganfall. Es wird vermutet, dass dies eine Folge von Verdauungsproblemen war. Nachdem er bei einem opulenten Mahl Hummer, Kaviar, Sauerkraut, geräucherte Heringe und Champagner zu sich genommen hatte, aß er zur Nachspeise 14 Portionen seines Lieblingsgerichts, in einem Topf heißer Milch eingelegter, mit Mandelmasse und Sahne gefüllter Semlor. Bei schwedischen Schulkindern ist er daher als der König bekannt, der sich zu Tode aß.